# Toki no Tabibito: Time Stranger
Toki no Tabibito: Time Stranger (時空の旅人 -Time Stranger-) é um filme de animé japonês, realizado por Mori Masaki e produzido pelo estúdio Madhouse, com base no romance homónimo de Taku Mayumura. Estreou-se no Japão a 20 de dezembro de 1986 na Kadokawa Shoten e Tōhō. Os desenhos das personagens foram feitos por Moto Hagio.
O filme foi adaptado para jogo, na consola Family Computer pela Kemco, e foi lançado a 26 de dezembro de 1986.[carece de fontes?]

## Elenco
- Hiromi Murata como Teko Saotome
- Toda Keiko como Agino Jiro
- Iwata Mitsuo como Shinichi Hase
- Seiji Kumagai como Nobuccho Yamazaki
- Takeshi Aono como Hokuben
- Masane Tsukayama como Sedoudo Jin
- Makio Inoue como Toshito Kutajima
- Ryō Horikawa como Ranmaru Mori, menino da guerra
- Yoshio Kaneuchi como Akechi Mitsuhide
- Osamu Saka como Heizou Oohira
- Katsumi Toriumi como Mori Bōmaru
- Reizō Nomoto como senhora
- Michihiro Ikemizu como Shima Sakon
- Masato Hirano como Ishida Mitsunari, guerreiro vermelho
- Kōichi Kitamura como Tokugawa Ieyasu, Organtino Gnecchi Soldo
- Hideyuki Hori, Akimasa Oomori, Ryōichi Tanaka como guerreiros vermelhos
- Michiko Abe como professora, empregada
- Tadashi Yokouchi como Oda Nobunaga